# فيضانات وانهيارات البرازيل 2022
فيضانات وانهيارات البرازيل 2022 في 28 يناير 2022 تسببت سلسلة من الفيضانات والانهيارات الأرضية في مقتل 21 شخصًا في البرازيل.

## خلفية
تسببت الأمطار الغزيرة منذ ديسمبر من عام 2021 في حدوث فيضانات أودت بحياة أشخاص في شمال شرق البرازيل، وهددت بتأخير الحصاد في الغرب الأوسط وأجبرت على وقف عمليات التعدين في ولاية ميناس جيرايس لفترة وجيزة. صفت السلطات البرازيلية الأمطار بأنها أسوأ موجة فيضانات تشهدها البلاد منذ عقود. وأعلنت السلطات البرازيلية حالة الطوارئ في 72 مدينة، بعد أن وصل منسوب مياه الفيضانات إلى عشرة أمتار بجنوب ولاية باهيا.

## الفيضانات
قال مسؤولو السلامة العامة في ولاية ساو باولو يوم الأحد 31 يناير إن الانهيارات الأرضية والفيضانات الناجمة عن هطول أمطار غزيرة في الولاية أودت بحياة 19 شخصا على الأقل منذ يوم الجمعة بينهم سبعة أطفال. تقول سلطات الولاية إن تسعة آخرين أصيبوا بسبب الأمطار وإن أربعة أشخاص في عداد المفقودين، في حين تشردت قرابة 500 أسرة في أنحاء الولاية.
تفقد جواو دوريا حاكم ساو باولو المناطق التي غمرتها مياه الفيضانات وهو على متن طائرة، وقال إنه وافق على مساعدة طارئة للمناطق المنكوبة قيمتها 15 مليون ريال (2.79 مليون دولار أمريكي). وأعلنت السلطات أيضًت سقوط حوالي 115 مم من الأمطار في بعض المناطق خلال 12 ساعة، فيما ألغيت يوم الأحد حملة التطعيم ضد فيروس كورونا بسبب الوضع الصعب.